# Византијско-персијски рат (572—591)
Византијско-персијски рат (572—591) претпоследњи је рат који је вођен између Византијског царства и Сасанидске Персије. Рат је завршен победом Римљана.

## Рат
Рат је започео 572. године интервенцијом византијске војске на страни Јермена који су подигли устанак против персијске власти. Тиме је Византија прекршила мир склопљен након последњег рата (562. године). Као и ранији ратови, и овај рат је углавном био ограничен на гранична подручја у којима ниједна од страна није била у стању стећи трајну надмоћ нити у потпуности победити свога противника.
Специфичност у односу на раније сукобе, осим дуготрајности, био је низ драматичних промена страна међу вазалима и савезницима. Последњи такав обрт изазвао је грађански рат у Персији што је Византинцима омогућило да 590. године интервенишу у корист новог краља Хозроја II. У знак захвалности, Хозроје им је предао све спорне територије. Византија је тако достигла свој врхунац на источној граници. Мир, међутим, неће дуго потрајати. Већ 602. године почиње нови, последњи Византијско-персијски рат који ће бити уједно и највећи од свих дотадашњих ратова и имаће огромне последице по обе стране.